# Captatio benevolentiae
(Alessandro Manzoni alla fine de "I promessi sposi")
Captatio benevolentiae, dal verbo capio ("afferrare", "catturare", "cercare di prendere, di ottenere") e benevolentia ("benevolenza") in caso genitivo, è un'espressione latina che, tradotta letteralmente, significa accattivarsi la simpatia. Talvolta l'espressione è usata nella forma ad captandam benevolentiam.
L'espressione è usata per indicare l'atteggiamento di chi con belle parole, raggiri, blandizie, cerca di guadagnarsi un atteggiamento benevolo o condiscendente da parte di determinate persone. Nell'antichità era praticata dagli oratori romani, con Marco Tullio Cicerone che la considerava uno dei pilastri dell'ars oratoria. Notoriamente, sono presenti episodi di captatio benevolentiae anche nella letteratura di Omero, con esempi sia nell'Iliade (quando Priamo si umilia di fronte ad Achille per farsi restituire il corpo del figlio Ettore), che nell'Odissea (quando Ulisse supplica Nausicaa con parole dolci e lusinghiere di vestirlo e mostrargli la città). Viene utilizzata anche da Dante Alighieri nell'Inferno (II, 58), seguendo lo schema retorico classico, per conquistare la benevolenza dell'interlocutore.
In retorica, con questa espressione si intende una tecnica che, generalmente nella parte iniziale di un componimento, serve a disporre favorevolmente l'attenzione di chi ascolta o legge. In tal senso, la figura retorica venne adottata nella letteratura cavalleresca, ed era indirizzata al lettore affinché egli considerasse l'opera favorevolmente.
Da un punto di vista giuridico, con questa espressione si indica la capacità di influenzare il cittadino nel voto attraverso lo sfruttamento del proprio ruolo istituzionale all'interno della comunità nella quale il cittadino vive. In altri casi, questa tecnica retorica viene intesa nel significato originale, ovvero tentare di guadagnare il favore del giudice elogiandone la saggezza in modo eloquente. Nel XIII secolo, Guglielmo Durante definì questa strategia molto efficace.
È inoltre uno degli stratagemmi della dialettica eristica di Arthur Schopenhauer.